# Суттєвість
Суттє́вість (матеріа́льність) — найважливіша категорія, поняття методології аудиту. Згідно з Міжнародними стандартами аудиту викривлення, включаючи пропуски, вважаються суттєвими, якщо обґрунтовано очікується, що вони, окремо або в сукупності, можуть вплинути на економічні рішення користувачів, які приймаються на основі фінансової звітності. Під суттєвістю також розуміють межу, максимальне значення, якому повинна дорівнювати інформація, щоб бути значимою для користувача звітності. Суттєвість необхідно розглядати не тільки з точки зору користувача звітної інформації, але і з позиції аудитора. Тоді суттєвість — це максимально припустимий розмір помилкової або пропущеної суми у фінансовій звітності, якою аудитор може знехтувати, тому що вона не вплине на рішення користувачів звітності.
Суттєвість в аудиті виступає в трьох аспектах:
1. Як граничний розмір відхилення.
2. Як критерій вибору об'єкта й процедур його перевірки (при плануванні і при проведенні тестування).
3. Як фактор, що впливає на вибір виду аудиторського висновку.

Суттєвість як граничний розмір відхилення можна виразити у вигляді:
- Абсолютного значення — установленого граничного розміру помилки у грошовому вимірі.
- Відносного значення — відповідно до обраної бази (прибутку, підсумку балансу, групи активів чи пасивів тощо).